# Seznam států na říšském sněmu v roce 1792

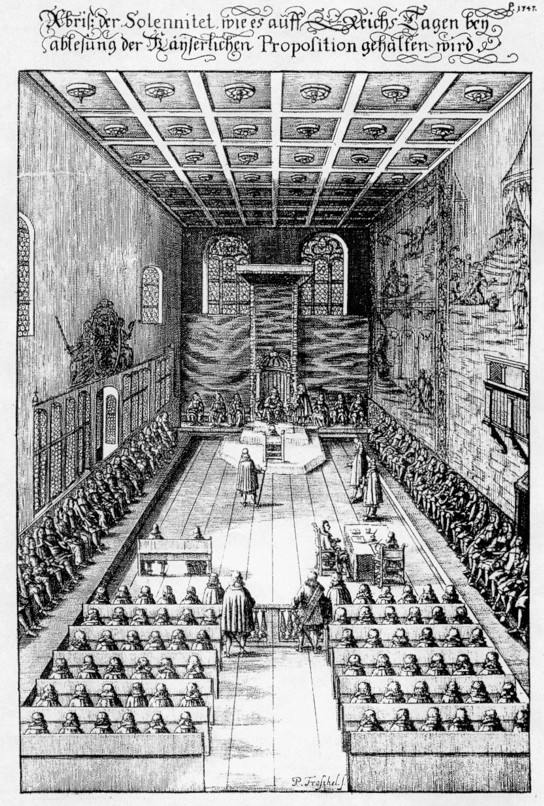
Schéma zasedání říšského sněmu. U protější stěny císař a kurfiřtové, po pravé straně světská knížata (posl. 4 místa patří zástupcům hraběcích kolegií, mezi kolegii a knížaty hrabě Pappenheim, dědičný maršálek), po levé straně duchovní knížata (poslední 2 místa patří zástupcům prelátských kolegií), u stolu sedí sněmovní písař, na předsunuté lavici pro dva sedí evangeličtí biskupové a v popředí zástupci měst: vlevo rýnská města, vpravo švábská města.

Tato stránka obsahuje seznam říšských stavů, zasedajících na sněmu Svaté říše římské v roce 1792, těsně po vypuknutí války s revoluční Francií a císařské volbě Františka II.

## Struktura říšského sněmu
Říšský sněm se dělil na tři základní složky, resp. kurie: kolegium kurfiřtů, knížecí radu a kolegium říšských měst. Druhé dvě kurie se dále dělily. Města zasedala na lavicích rýnských a švábských měst. Nejsložitější organizaci měla knížecí rada. Knížecí rada se dělila horizontálně na knížata s hlasy virilními, tedy každému knížeti připadal teoreticky jeden hlas, tzv. hlas virilní, i když v praxi se vyskytovaly odlišnosti, a na hrabata a preláty s hlasy kuriálními, kdy velká skupina, kolegium hrabat či prelátů, vlastnila dohromady jeden hlas. Knížecí rada se dělila i vertikálně na duchovní knížata a preláty na jedné straně a světská knížata a hrabata na druhé. Volilo se ve třech zmíněných velkých kuriích, a také ještě v rámci kolegií, z jejichž hlasování byl na sněm vyslán zástupce, aby doplnil kurii knížat a hlasoval podle rozhodnutí kolegia. hlasovalo se vždy veřejně a postupně, proto bylo důležité pořadí hlasů. Systém rozvržení hlasů ve sněmu byl velmi složitý. V následujícím přehledu platí, že první sloupec vpředu vždy označuje jeden hlas, pokud u něj není uvedeno více než jedno číslo, potom např. č. 41-44 značí 4 hlasy. Druhý, odsazený sloupeček značí hlas dělený, fungující podobně jako hlas kuriální, jen tak nebyl nazýván. Někdy se např. tři rody dělily o dva hlasy, dělit se mohly ale i dva rody o dva hlasy, aniž by si každý převzal jeden hlas. Číslo u hlasu znamená jeho původní pořadí uvedení na sněm a v důsledku dělení rodů se jedno číslo může vyskytovat vícekrát (navíc každá základní kurie, tedy kurfiřtská, knížecí i městská na straně jedné a hraběcí i prelátská kolegia jako celek na druhé straně měly vlastní číslování). Pořadí, ve kterém jsou čísla uvedena, znamená pořadí hlasování platné k roku 1792. Jak je z uvedeného vidět, pořadí se, zvláště mezi světskými knížaty a hrabaty, často měnilo.
Tato komplikovaná, až absurdní situace byla historicky podmíněná. Do roku 1582 byly hlasy na sněmu, především v kurii knížat, udělovány nikoli určitým územím, ale rodům (s výjimkou knížectví duchovních). Rod, který se rozštěpil na více větví, si mohl svůj hlas s původním pořadovým číslem zmnožit. Také platilo, že pokud nějaký rod vymřel, případně bylo zrušeno duchovní knížectví (např. biskupství Míšeň), hlas zanikal. Sněm z r. 1582, resp. z r. 1654, tuto praxi obrátil a zavedl přísný teritoriální princip. Hlas vázaný na území proto vymřením vládnoucí dynastie již nezanikal, ale přecházel na nového vlastníka. Pouze bylo možné takto přesouvat hlasy duchovní do světské knížecí lavice a naopak (vlivem reformace a třicetileté války se některá duchovní knížectví jako Magdeburg, Kammin nebo Ratzeburg ocitla v rukou světských knížat, naproti tomu některé kláštery si zakupovaly světská hrabství a jejich hlasy). Toto opatření zabránilo nekontrolovatelnému množení hlasů v rámci rodin a způsobilo naopak dělení hlasů mezi rody, na druhou stranu přivodilo velkou kumulaci hlasů v rámci různých kurií v rukou mocnějších knížat i císaře. O vedení lavice světských knížat usilovali z titulu pravidelně volených císařů rakouští Habsburkové, ovšem protože první místo na lavici náleželo tradičně bavorským Wittelsbachům, spokojili se Habsburkové rakouští a španělští (z titulu vévodů burgundských) poněkud nelogicky s vedením lavice knížat duchovních. Knížata uvedená na sněm po roce 1582 patřila již k tzv. novoknížecím domům. Jejich hlas, nebyla-li udělena výjimka, byl taká vázán na nějaké teritorium, ovšem při vymření rodu hlas zanikal.
Rozdělení na "staré" a "nové" sněmovníky platilo i v kolegiích hrabat, tam ovšem nebylo tak pevně dáno, že by starohraběcí rody musely hlasovat před novohraběcími. V říšských sněmovních matrikách bylo obvyklé zapisovat starohraběcí rody k číslu hlasu jménem rodu, pokud měly svým rodovým jménem pojmenované své hrabství. u novohraběcích naproti tomu mělo přednost teritorium a k němu doplňkově jméno vlastníka. Opět to však nebylo přísně daným pravidlem. Uvedený seznam kopíruje způsob zapisování dle sněmovních matrik. Staré hraběcí rody jsou označeny zkratkou SH. Rody Reussů, Schönburgů, Königseggů, Quadtů a Truchsassů z Waldburgu sice zasedaly na říšském sněmu již před r. 1582, ovšem do hraběcího stavu byly povýšeny až během 17. či dokonce 18. století. Hraběcí kolegia totiž původně sdružovala nejen hrabata, ale i staré říšské panské rody, pokud tyto byly zároveň svrchovanými říšskými vládci. Zhruba od počátku 17. století však již kolegia přestala nové pány přijímat a nově povýšeným říšským bezprostředním svobodným pánům, kteří dále nezískali hraběcí titul, byly vyhrazeny jen řady říšského rytířstva (kde ostatně končila i některá později povýšená říšská hrabata, pokud jejich statek nebyl z řad rytířstva výslovně vyjmut). Ačkoli v říši platil teritoriální princip, bývalo běžné přijímat ještě tzv. personalisty bez vlastního suverénního, resp. bezprostředního území. Personalisty obvykle navrhoval císař, ale jmenovat je musel sněm a tito obvykle hlasovali až na konci dané kurie či kolegia. Titul personalisty býval udílen většinou dočasně (na 12 let či doživotně), výjimečně na delší období či na stálo. Duchovní kurie a kolegia ani kolegium měst rozdělení na "staré" a "nové" stavy neznaly a města neznala ani důstojenství personalisty. Rok 1792 před začátkem dlouhých válek s Francií a rozsáhlých územních změn a přesunů, vedoucích nakonec k zániku říše, můžeme prakticky bez nadsázky označit za poslední "normální" rok v životě říše.

### Kolegium kurfiřtů
- 1  arcibiskup mohučský (svobodný pán Friedrich Karl Joseph von Erthal, 1719–1802)
- 2  arcibiskup trevírský (princ Klement Václav Saský, 1739–1812)
- 3  arcibiskup kolínský (arcivévoda Maxmilián František Rakouský)
- 4  král český (císař František II.)
- 5  falckrabě rýnský (Karel Theodor Bavorsko-Falcký)
- 6  vévoda saský (Bedřich August III.)
- 7  markrabě braniborský (Bedřich Vilém II., král pruský)
- 9  vévoda brunšvicko-lüneburský (Jiří III., král Velké Británie)

### Knížecí rada

#### Lavice duchovních knížat
- 53  arcivévoda rakouský (císař)
- 54  vévoda burgundský (císař) – titul se vztahoval k Rakouskému Nizozemí
- 2  arcibiskup salcburský (hrabě Jeroným Colloredo-Waldsee, 1732–1812)
- 3  arcibiskup z Besançonu (personalista, s ohledem na Francii hlas nevykonáván, Raymond de Durfort, †1792; Philippe Charles François Seguin, †1793)
- 75  velmistr Řádu německých rytířů (arcibiskup kolínský)
- 5  biskup bamberský (svobodný pán Franz Ludwig von Erthal, 1730–1795)
- 6  biskup würzburský (Dtto.)
- 7  biskup wormský (arcibiskup mohučský)
- 8  biskup špýrský (hrabě Damian August von Limburg-Vehlen-Styrum, 1721–1797)
- 9  biskup štrasburský (princ Louis René Édouard de Rohan-Guéméné, 1734–1803)
- 10  biskup eichstättský (hrabě Joseph von Stubenberg, 1740-1824)
- 12  biskup kostnický (svobodný pán Maximilian Augustinus von Rodt, 1717–1800)
- 11  biskup augsburský (arcibiskup trevírský)
- 13 biskup hildesheimský (svobodný pán Franz Egon von Fürstenberg, 1737–1825
- 14  biskup paderbornský (biskup hildesheimský)
- 21  biskup freisinský (svobodný pán Joseph Konrad von Schroffenberg-Mös, 1743-1803)
- 28  biskup řezenský (Dtto.)
- 20  biskup pasovský (hrabě Josef František Antonín, kardinál von Auersperg, 1734–1795)
- 43  biskup tridentský[5] (hrabě Petr Michael Vigilius von Thun-Hohenstein, †1800)
- 44  biskup brixenský[5] (hrabě Karl Franz von Lodron, 1748–1828)
- 26  biskup basilejský (Franz Joseph Sigismund von Roggenbach, 1726–1794)
- 18  biskup münsterský (arcibiskup kolínský)
- 19  biskup osnabrücký (aktuálně luterán: princ Frederik August, vévoda z Yorku a Albany, 1763–1827)[6]
- 42  biskup lutyšský (hrabě Cesar Constantijn Frans van Hoensbroech, 1724-1792; hrabě/kníže François Antoine de Méan de Beaurieux, 1756–1831)
- 32  biskup lübecký (luterán, biskupství dědičné, Peter I. Friedrich Holštýnsko-Gottorpský, 1755–1829)
- 15  biskup z Churu (personalista, svobodný pán Franz Dionys von Rost, 1716–1793)
- 76  biskup fuldský (svobodný pán Adalbert von Harstall, 1737-1814)
- 77  benediktinský opat kemptenský (svobodný pán Rupert von Neuenstein, 1736-1793)
- 78  probošt kolegiátní kapituly ellwangenské (biskup augsburský)
- 81  německý velkopřevor řádu Johanitů (hrabě Franz Benedikt von Reinach zu Fuchsmänningen, 1710–1796)
- 82  augustiniánský probošt berchtesgadenský (biskup freisinský)
- 83  probošt kolegiátní kapituly weißenburské (personalista, biskup špýrský)
- 84  benediktinský opat prümský (arcibiskup trevírský)
- 85  benediktinský opat ze Stablo a Malméd (Célestin van Thys, hrabě de Logne,[7] †1794)
- 86  biskup z Corvey (svobodný pán Johann Karl Theodor von Brabeck, 1738–1794) – opatství Corvey povýšeno v r. 1783 na biskupství, císařem potvrzeno r. 1793[8]
- oprávněno zasedat bylo od r. 1701 také benediktinské okněžněné[9] opatství Muri, nikdy tak ale neučinilo
- 104 kolegium švábských prelátů
- 106 kolegium rýnských prelátů

#### Lavice světských knížat
- 52  vévoda bavorský (kurfiřt falcký)
- 1  vévoda magdeburský (král pruský)
- 52  falckrabě falcko-lauternský (kurfiřt falcký)
- 52  falckrabě falcko-simmernský (Dtto.)
- 52  falckrabě falcko-neuburský (Dtto.)
- 4  vévoda brémský (král Velké Británie)
- 52  falckrabě falcko-zweibrückenský (kurfiřt falcký)
- 52  falckrabě falcko-veldenzký (Dtto.)
- 55  vévoda sasko-výmarský (Karl August, 1757-1828)
- 55  vévoda sasko-eisenašský (Dtto.)
- 55  vévoda sasko-coburský (hlas neuplatňován, kvůli sporům o právo hlasovat)
  - 
 vévoda Sasko-saalfeldský (Arnošt Fridrich, 1724–1800)
  -  vévoda Sasko-meiningenský (Jiří I., 1761–1803)
- 55  vévoda Sasko-gothajský (Arnošt II., 1745–1804)
- 55  vévoda Sasko-altenburský (Dtto.)
- 58  markrabě Braniborsko-ansbašský (král pruský)
- 58  markrabě Braniborsko-kulmbašský (Dtto.)
- 59  kníže Brunšvicko-lünebursko-cellský (král Velké Británie)
- 59  kníže Brunšvicko-calenberský (Dtto.)
- 59  kníže Brunšvicko-grubenhagenský (Dtto.)
- 59  kníže Brunšvicko-wolfenbüttelský (Karel Vilém Ferdinand, titulární vévoda brunšvicko-lüneburský,[10] 1735–1806)
- 16  kníže halberstadtský (král pruský)
- 60  vévoda v Předních Pomořanech (Gustav III.; Gustav IV. Adolf, král švédský)
- 60  vévoda v Zadních Pomořanech (král pruský)
- 17  kníže verdenský (král Velké Británie)
- 61  vévoda Meklenbursko-zvěřínský (Fridrich František I., 1756-1837)
- 61  vévoda Meklenbursko-güstrowský (Dtto.)
- 66  vévoda württemberský (Karel Evžen, 1727–1793)
- 65  lankrabě Hesensko-kasselský (Vilém IX., 1743–1821)
- 65  lankrabě Hesensko-darmstadtský (Ludvík X., 1753-1830)
- 67  markrabě Bádensko-bádenský (Karel Fridrich, markrabě bádensko-durlašský, 1728–1811)
- 67  markrabě Bádensko-durlašský (Dtto)
- 67  markrabě Bádensko-hachberský (Dtto)
- 51  vévoda holštýnsko-glückstadtský (Kristián VII., král dánský)
- 62  vévoda Sasko-lauenburský (král Velké Británie)
- 31  kníže mindenský (král pruský)
- 63  vévoda holštýnsko-gottorpský (král dánský)
- 73  vévoda savojský (Viktor Amadeus III., král sardinský, 1726–1796, již řadu desetiletí nehlasoval a soustředil se na italské záležitosti)
- 69  okněžněný lankrabě leuchtenberský (kurfiřt falcký)
- 70  kníže anhaltský
  -  kníže Anhaltsko-zerbstský (Fridrich August, 1734-1793)
  -  kníže Anhaltsko-desavský (Leopold III., 1740-1817)
  -  kníže Anhaltsko-köthenský (August Kristián Fridrich, 1769-1812)
  - kníže Anhaltsko-bernburský (Fridrich Albrecht, 1735–1796)
- 71  okněžněný hrabě z Hennebergu (Jiří I. Fridrich Karel, 1763–1834, vévoda sasko-hildburghausenský, v držbě se v průběhu let střídaly jednotlivé větve saského rodu)
- 35  kníže zvěřínský (vévoda Meklenbursko-zvěřínský)
- 34  kníže kamminský (král pruský)
- 48  kníže ratzeburský (Adolf Friedrich IV., vévoda meklenbursko-střelický, 1738–1794)
- 87  kníže hersfeldský (lankrabě hesensko-kasselský)
- 88  markrabě z Nomény (personalista, císař, hlas vytvořen jako náhrada za ztracené Lotrinsko)
- 89  okněžněný hrabě z Montbéliardu (vévoda württemberský)
- 90  vévoda z Arenbergu (Ludwig Engelbert, 1750-1820)

Dále pokračují tzv. novoknížecí rody, tedy rody uvedené na knížecí lavici po roce 1582, resp. počínaje rokem 1653
- 91  kníže Hohenzollern-Hechingen (Josef Vilém, 1717–1798)
- 93  kníže Lobkowitz skrz okněžněné hrabství Sternstein  (František Josef, 1772–1816)
- 94  kníže Salm
  - 
 kníže Salm-Salm (Konstantin Alexander Joseph, 1762–1828)
  - 
 kníže Salm-Kyrburg (Friedrich III., 1745–1794)
- 95  kníže Ditrichštejn skrz  panství Tarasp[11] (Jan Baptista Karel (1728-1800)
- 96  kníže Nasavsko-dillenburský a  kníže Nasavsko-diezský (Vilém V. Oranžsko-Nasavský, princ oranžský, dědičný místodržitel Spojených provincií, 1751-1806)
- 96  kníže Nasavsko-hadamarský a  kníže Nasavsko-siegenský (Dtto.)
- 97  kníže Auersperg skrz  okněžněné hrabství Thengen[12] (Karel I. Josef Antonín. 1720-1800)
- 98  kníže východofríský (král pruský)
- 99  kníže Fürstenberg (Josef Maria Benedikt, 1758–1796)
- 100  kníže Schwarzenberg skrz  okněžněné hrabství Schwarzenberg (Josef Jan, 1769–1833)
- 101  kníže Lichtenštejn skrz  Lichtenštejnské knížectví (Alois Josef I., 1759–1805)
- 102  kníže Thurn-Taxis (Karel Anselm, 1733–1805)[13][14]
- 103  kníže ze Schwarzburgu
  -  kníže Schwarzburg-Rudolstadt (Fridrich Karel, 1736-1793)
  -  kníže Schwarzburg-Sondershausen (Kristián Günter III., 1736–1794)
- 105 Wetterauské hraběcí kolegium
- 107 Švábské hraběcí kolegium
- 108 Francké hraběcí kolegium
- 109 Vestfálsko-dolnorýnské hraběcí kolegium

#### Kolegia říšských prelátů

##### Švábské prelátské kolegium
- 12  cisterciácké opatství Salmannsweiler/Salem (opat Robert Schlecht, 1740–1802)
- 11  benediktinské opatství Weingarten (opat Anselm Rittler, 1737–1804) – zastával funkci direktora kolegia
- 29  benediktinské okněžněné opatství Ochsenhausen (kníže-opat Romuald Weltin, 1723–1805)
- 46  benediktinské opatství Elchingen (opat Robert Kolb, 1766–1793)
- 47  benediktinské opatství Irsee (opat Honorius Grieninger)
- 63  premonstrátská kanonie Ursberg (opat Aloys Högg)
- 55  cisterciácké opatství Kaisersheim (opat Franz Xaver Müller)
- 28  premonstrátská kanonie Roggenburg (opat Gilbert Schnierle)
- 38  premonstrátská kanonie Roth (opat Nicholaus Betscher von Berkheim, 1745–1811)
- 17  premonstrátská kanonie Weißenau (opat Bonaventura Brem, 1755–1818)
- 21  premonstrátská kanonie Schussenried (opat Siard II., hrabě Berchtold)
- 39  premonstrátská kanonie Marchtal (opat Paulus Schmidt, †1796)
- 52  benediktinské opatství Petershausen v Kostnici (opat Joseph Keller)
- 84  augustiniánské proboštství Wettenhausen (probošt Friedlich II. Raab)
- 85  benediktinské opatství Zwiefalten (opat Gregor Weinemer)
- 36  benediktinský klášter Gengenbach (opat Jakob Trautwein, †1792; opat Bernhard Maria Schwörter)
- 89  benediktinské opatství Neresheim (opat Michael Dobler)[15]
- 77  ženský klášter cisterciaček Heggbach (abatyše Marie Juliana Kurz, †1792; abatyše Maria Anna Vogel, †1835)
- 78  ženský klášter cisterciaček Gutenzell (abatyše Maria Justina, svobodná paní von Erolzheim, †1809)
- 76  ženský klášter cisterciaček Rottenmünster (abatyše Maria Barbara Barxel)
- 79  ženský klášter cisterciaček Baindt[16] (abatyše Bernarda von Markdorf, †1802)
- 90 ženský klášter klarisek Söflingen
- 49  benediktinské opatství St. Georg v Isny[16] (opat Rupert Ehrmann)
- 88  kartouza Buxheim[17] (převor a rektor Hieronimus Pfeiffer, †1806)

##### Rýnské prelátské kolegium
Mezi "porýnské" preláty patřili ve skutečnosti preláti ze všech částí říše mimo Švábsko.
- 55  cisterciácké opatství Kaisersheim (viz švábské kolegium)
- 80  zemské komturství (bailiva) Řádu německých rytířů Coblenz (zemský komtur svobodný pán Ignaz Felix von Roll zu Bernau, †1792; svobodný pán Carl Franz Forstmeister zu Gelnhausen)
- 81  zemské komturství (bailiva) Řádu německých rytířů Alsasko a Burgundsko (zemský komtur Beat Konrad Reuttner von Weil, †1803)
- 41  rytířská katolická duchovní akademie Odenheim v Bruchsalu (představený Theodor von Meßbach, svrchovanost, biskup špýrský)[18]
- 61  okněžněné benediktinské opatství Werden (kníže-opat Beda Cornelius Savels, 1755–1828; fojt a formální ochránce kláštera – král pruský) – zastával funkci direktora kolegia
- 86  benediktinské opatství St. Ulrich a Afra v Augsburgu (opat Gregor II. Scheffler, †1806)
- 49  benediktinské opatství St. Georg v Isny[16] (viz švábské kolegium)
- 60  okněžněné benediktinské opatství Kornelimünster (kníže-opat Mattias Ludwig, svobodný pán von Plettenberg-Engfeld, fojt a formální ochránce kláštera – kurfiřt falcký)[19]
- 56  okněžněné benediktinské opatství St. Emmeram v Řezně[16] (kníže-opat Cölestin Steiglehner, 1738–1819)
- 67  okněžněný katolický Damenstift (ústav šlechtičen) světských kanovnic Essen (kněžna-abatyše Marie Kunigunda, princezna saská, 1740–1826)
- 75  okněžněný luterský Damenstift Quedlinburg (kněžna-abatyše Sophie Albertina, princezna švédská, fojt a formální ochránce kláštera – král pruský)
- 68  okněžněný luterský Damenstift Herford[16] (kněžna-abatyše Friederika, markraběnka braniborsko-schwedtská, 1745–1808)
- 74  sekularizovaný okněžněný ženský klášter benediktinek Gernrode (kníže anhaltsko-bernburský)
- 69  okněžněná ženská kanonie augustiniánek Niedermünster v Řezně[16] (kněžna-abatyše Maria Franziska Xaveria, hraběnka von Königsfeld)
- 71  okněžněná ženská kanonie augustiniánek Obermünster v Řezně[16] (kněžna-abatyše Maria Josepha, svobodná paní von Neuenstein-Hubacker)
- 87  ženský klášter cisterciaček Burtscheid (abatyše Maria Josephina von Eyß, zvaná Beusdael zu Zweibrüggen)
- 88  okněžněný luterský Damenstift Gandersheim[16] (kněžna-abatyše Auguste Dorothea, princezna brunšvicko-wolfenbüttelská, 1749–1810)
- 70  okněžněný ženský klášter benediktinek Thorn[20] (kněžna-abatyše z Essenu)
- oprávněn zasedat byl také konvent světských evangelických kanovnic (Frauenstift) u Sv. Jana Evangelisty v Lübecku, nikdy však nebyl na sněm připuštěn a nezískal číslo[21]

#### Kolegia říšských hrabat

##### Wetterauské hraběcí kolegium
- 37  hrabství Hanavsko-münzenberské, (lankrabě hesensko-kasselský, hlas neuplatňován)[22]
- 38  hrabství Hanavsko-lichtenberské (lankrabě hesensko-darmstadtský, hlas neuplatňován)[22]
- 39  hrabství Hanavsko-münzenbersko-schwarzenfelské (lankrabě hesensko-kasselský, hlas neuplatňován)[22]
- 40-44  kníže nasavský (Walramova linie) SH
  - 
 kníže nasavsko-usingenský (Karel Vilém, 1735-1803)
  -  kníže nasavsko-weilburský (Fridrich Vilém, 1768–1816)
  - 
 kníže nasavsko-saarbrückenský (Ludvík, 1745–1794)
- 52-53  knížata a hrabata ze Solmsu SH
  - 
 kníže Solms-Braunfels (Karel Ludvík Vilém, 1727-1812)
  - 
 hrabě Solms-Hohensolms-Lich (Karel Kristián, 1725–1803) – r. 1792 povýšen do knížecího stavu
  - 
 hrabě Solms-Rödelheim-Assenheim (Vollrath František Ludvík, 1762-1818)
  - 
 hrabě Solms-Laubach (Fridrich Ludvík Kristián, 1769-1822) – zastával funkci spoludirektora kolegia[23]
- 46  kníže Isenburg-Birstein (Wolfgang Arnošt II., 1735–1803) SH – zastával funkci spoludirektora kolegia[23]
- 46  hrabě Isenburg SH
  -  hrabě Isenburg z Büdingenu (Arnošt Kazimír II., 1757–1801)
  - 
 hrabě Isenburg z Meerholzu (Jan Fridrich Vilém, 1729–1802)
  - hrabě Isenburg z Wächtersbachu (Adolf, 1722–1798)
- 76  panství Gedern (kníže Karel Jindřich Stolberg z Gedern, 1761–1804) SH
- 76  panství Ortenberg SH[24]
  - kníže Stolberg-Gedern
  -  hrabě Stolberg-Roßla (Jan Vilém Kryštof, hrabě Stolberg z Roßla,1748-1826)
- 76  mediátní hrabství Stolberg (hrabě Karel Ludvík Stolberg ze Stolbergu, 1742–1815) SH
- 76  mediátní hrabství Wernigerode (hrabě Kristián Fridrich, hrabě Stolberg-Wernigerode, 1746–1824) SH
- 78  hrabství Barby (kurfiřt saský, hlas neuplatňován)[22]
- 79  hrabství Gleichen?[25][26] (Fridrich Karel Kajetán, kníže Hatzfeld-Gleichen-Trachenberg, 1719–1794)
- 64  hrabství (Sayn)-Wittgenstein SH
  - 
 hrabě Sayn-Wittgenstein-Berleburg (Kristián Jindřich, 1753–1800) – r. 1792 povýšen do knížecího stavu
  - 
 hrabě Sayn-Witgenstein-Hohnstein (Jan Ludvík, 1740–1796)
- 103 hrabství (Sayn)-Wittgenstein
  - hrabě Sayn-Wittgenstein-Berleburg
  - hrabě Sayn-Wittgenstein-Hohenstein
- 59  "Pustinný a porýnský hrabě"[27] Salm-Grumbach (Karel Ludvík Theodor, 1720–1799) SH
- 59  "Pustinný a porýnský hrabě" Salm-Rheingrafenstein (Karel Magnus, 1718–1793) SH

- 59  "Pustinný a porýnský hrabě" Salm-Dhaun SH
  - hrabě Salm-Grumbach
  - hrabě Salm-Rheingrafenstein
- 35-36  kníže Leiningen-Hartenburg (Karel Fridrich Vilém, 1724–1807) SH
- 35-36  hrabě z Leiningenu SH
  - hrabě Leiningen-Heidesheim (Václav Josef, 1738–1825)
  -  hrabě Leiningen-Guntersblum (Vilém Karel, 1737–1808)
- 95  hrabě Leiningen-Westerburg-Altleiningen (Kristián Karel, 1757–1811)
- 95  hrabě Leiningen-Westerburg-Neuleiningen (Karel II., 1747–1798)
- 85  knížata a hrabata Reuss von Plauen
  -  kníže Reuss zu Greiz (Jindřich XI., 1722–1800)
  -  hrabě Reuss zu Gera (Jindřich XXX., 1727–1802)
  -  hrabě Reuss zu Schleiz (Jindřich XLII., 1752–1818)
  -  kníže Reuss zu Lobenstein (Jindřich XXXV., 1738–1805)
  - hrabě Reuss zu Ebersdorf (Jindřich LI., 1761–1822)
- 117  mediátní panství rodu Schönburgů
  -  kníže Schönburg-Waldenburg (Ota Karel Fridrich, 1758–1800)
  -  hrabě Schönburg-Hinterglauchau (Ludvík Arnošt, 1750–1815)
  -  hrabě Schönburg-Vorderlauchau (Karel Jindřich, 1729–1800)
- 109  hrabství Ortenburg (Josef Karel, hrabě Ortenburg, 1780–1831, nezletilý, pod poručnictvím matky) SH
- 131  hrabství Kriechingen (Karel Ludvík Fridrich, kníže Wied-Runkel, 1763–1824)

##### Švábské hraběcí kolegium
- 4  hrabství Heiligenberg a  Werdenberg (kníže Fürstenberg) SH – zastával funkci direktora kolegia
- 179  okněžněný katolický Damenstift světských kanovnic Buchau (kněžna-abatyše Marie Maxmiliána, hraběnka Stadion-Thannhausen, 1736–1818)
- 146  komenda Řádu německých rytířů Altshausen (zemský komtur Alsaska a Burgundska)
- 13  knížata a hrabata z Oettingenu SH
  -  kníže Oettingen-Wallerstein (Kraft Arnošt, 1748-1802)
  -  kníže Oettingen-Spielberg (Jan Alois II., 1758–1797)
  -  hrabě Oettingen-Baldern (Friedrich Wilhelm Notger, 1725–1798)
- 6  hrabství Montfort-Tettnang (císař)
- 1  hrabství Helfenstein (kurfiřt falcký)
- 20  okněžněné lankrabství Klettgau a  hrabství Sulz[28] (kníže Schwarzenberg)
- 133–134  hrabata z Königseggu
  - 
 hrabě Königsegg-Aulendorf (Ernst, 1755–1803)
  - 
 hrabě Königsegg-Rothenfels (Franz Fidelis, 1750–1804)
- 24  Truchsassové z Waldburgu
  -  hrabě Waldburg-Wolffegg (Karl Eberhard, 1717–1798)
  - hrabě Waldburg-Waldsee (Karl Maxmilian Franz, 1754–1795)
  -  hrabě Waldburg-Zeil-Trauchburg (Maximilian Wunibald, 1750-1818)
  -  hrabě Waldburg-Zeil-Wurzach (Eberhard, 1730–1807)
- 11  hrabství Eberstein (markrabě bádenský)
- 21  okněžněné hrabství Zollern[29] (Anton Alois, kníže Hohenzollern-Sigmaringen, 1762-1831) SH
- 9  panství Justingen (vévoda württemberský, hlas neuplatňován)[22]
- 12  hrabství Hohengeroldsegg (Philip, hrabě von der Leyen, 1766-1829)
- 2  hrabata Fuggerové SH
  -  hrabě Fugger-Glött (Leopold Vitus, 1748–1804)
  - hrabě Fugger-Kirchheim (Joseph Hugo, 1763-1840)
  - hrabě Fugger-Mickhausen (Joseph Franz Xaver, 1731–1804)
  - hrabě Fugger-Nordendorf (Karl Anton. 1776–1848, nezletilý, pod poručnictvím)
  -  hrabě Fugger-Kirchberg[30] (Johann Nepomuk, 1787–1846, nezletilý, pod poručnictvím)
  - hrabě Fugger-Babenhausen (Anselm Viktorian Jakob, 1729-1793)
- 147  hrabství Hohenems (císař)
- 150  panství Eglofs[31][32] (Franz Joseph Eugen, hrabě Abensberg-Traun, 1760-1800)
- 151  hrabství Bonndorf v majetku benediktinského okněžněného opatství St. Blasien (kníže-opat Martin Gerbert, 1720–1793)
- 152  hrabství Thannhausen[33] (Jan Jiří, hrabě Stadion-Thannhausen, 1749-1814)
- 153  panství Eglingen (Německo) (kníže Thurn-Taxis)
- 180  kníže Khevenhüller-Metsch (personalista, Johann Sigismund, 1732–1801, plánovalo se jeho vyloučení, nakonec neuskutečněné)
- 181  hrabě Kuefstein-Greillenstein (personalista, hlas aktuálně neuplatňován, Johann Ferdinand, 1752–1818)
- 182  kníže Colloredo-Mannsfeld (personalista, František Gundakar Adam, 1731–1807)
- 183  hrabě Harrach-Bruck (personalista, hlas aktuálně neuplatňován, Jan Nepomuk Arnošt, 1756-1829)
- 184  hrabě Šternberk-Manderscheid (personalista, hlas aktuálně neuplatňován, Filip Kristián 1732–1811)
- 185  hrabě Neipperg (personalista, hrabě Adam Vojtěch, 1775-1829)
- hrabě Trauttmansdorff-Weinsberg (personalista, Ferdinand kníže Trauttmansdorff, nenacházel se v běžných seznamech, sněmu se r. 1792 neúčastnil)
- hrabě Valdštejn-Wartenberk? (personalista, Jan Vincent Ferrerius, 1731–1797, neveden v běžných seznamech, r. 1792 či v následujících letech zřejmě vyloučen)

##### Francké hraběcí kolegium
- 28-29  knížata z Hohenlohe (oficiálně knížata a hrabata z Hohenlohe) SH
  -  kníže Hohenlohe-Neuenstein-Öhringen (Ludwig Friedrich Karl, 1723–1805)
  -  kníže Hohenlohe-Neuenstein-Kirchberg (Christian Friedrich Karl, 1729–1819)
  -  kníže Hohenlohe-Neuenstein-Langenburg (Karl Ludwig, 1762–1825)
  -  kníže Hohenlohe-Neuenstein-Ingelfingen (Heinrich August, 1715–1796)
  - 
 kníže Hohenlohe-Waldenburg-Bartenstein (Ludwig Leopold, 1731-1799) – zastával funkci direktora kolegia
  -  kníže Hohenlohe-Waldenburg-Schilingsfürst (Karl Albrecht I., 1719-1793)
- 25  hrabata z Castellu SH
  - hrabě Castell-Remlingen (Albrecht Friedrich Karl, 1766–1810)
  - hrabě Castell-Rüdenhausen-starší linie (Friedrich Ludwig Karl, 1746-1803)
- 33  hrabata z Erbachu SH[34]
  - hrabě Erbach-Fürstenau (Christian Karl August, 1757–1803)
  - hrabě Erbach-Erbach (Franz, 1754-1823)
  - hrabě Erbach-Schönberg (Christian, 1728–1799)
- 26  hrabství Wertheim  (Dominik Konstantin, kníže Löwenstein-Wetheim-Rochefort, 1762-1814) SH
- 26  hrabství Wertheim SH
  -  hrabě Löwenstein-Wertheim-Virnerburg-starší linie (Johann Karl Ludwig, 1740–1816)
  -  hrabě Löwenstein-Wertheim-Virnerburg-mladší linie (Friedrich Ludwig, 1706–1796)
- 31  dědicové alodiálního hrabství Limpurg-Gaildorf
  - hrabě Waldeck-Limpurg (Karl, 1778–1849, nezletilý, pod poručnictvím) SH
  - hraběnka Waldeck-Limpurg (Christiane, 1742–1808) SH
  - hrabě Waldeck-Limpurg (Josias Wilhelm, 1774–1829, nezletilý, pod poručnictvím) SH
  - vévoda württemberský
  - kněžna Leiningen-Hartenburg (Christiane Wilhelmine Louise, 1736–1803) SH
  - hrabě Solms-Rödelheim-Assenheim
- 32  dědicové alodiální panství Limpurg-Speckfeld
  - hrabě Rechteren-Limpurg (Friedrich Ludwig Christian, 1748–1814)
  - hrabě Rechteren-Limpurg (Friedrich Reinhadt Burghardt, 1751–1842)
  - princezna Hohenlohe-Ingelfingen (Josine Elisabeth, 1754–1804) SH
  - vévoda württemberský
  - hrabě Pückler-Limpurg (viz 164)
  - hraběnka Pückler-Limpurg (Wilhelmine Henriethe, 1746–1800)
  - dědičný princ Hohenlohe-Waldenburg-Bartenstein (Ludwig Alois, 1765–1827) SH
  - hraběnka Isenburg-Meerholz (Karoline, 1764–1833) SH
  - hraběnka Isenburg-Wächtersbach (Augusta Friederike Karoline, 1763–1800) SH
  - hraběnka Löwenstein-Wertheim-Virnerburg-starší linie (Karoline Christiane, 1746–1793) SH
  - hraběnka Sayn-Wittgenstein-Hohenstein (Friederike Wilhelmine, 1767–1849) SH
  - hraběnka Bentheim-Tecklenburg-Rheda (Louise, 1768–1828) SH
- 27  říšské hrabství (dříve též zvané purkrabství) Rieneck (František Antonín, hrabě Nostic-Rieneck, 1725–1794)
- 155  panství Seinsheim (kníže Schwarzenberg)
- 156  dědicové hrabat z Wolfsteinu, resp. dědicové jejich panství Pyrbaum-Sulzbürg (personalisté)[35]
  - kníže Hohenlohe-Neuenstein-Kirchberg SH
  - hrabě Giech (viz 162)
- 157  panství Reichelsberg[36][37] (Hugo Damian Erwein, hrabě Schönborn, 1738–1817)
- 157  panství Wiesentheid (Dtto.)
- 158  hrabě Windisch-Graetz (personalista, Josef Mikuláš, 1744–1802)
- 159  kníže Orsini-Rosenberg (personalista, Wolfgang Ernst, †1796)
- 160  kníže Starhemberg (personalista, Georg Adam, 1724–1807)
- 161  hrabě Wurmbrand-Stuppach (personalista, Gundakar, 1762–1847)
- 162  hrabě Giech (personalista, Christian Friedrich Karl, 1729–1797)
- 163  hrabě Grävenitz (personalista, Karl Wilhelm, 1741–1792; Viktor Ernst, 1744–1795)
- 164  hrabě Pückler (personalista, Friedrich Philip Karl, 1740–1811)

##### Vestfálsko-dolnorýnské hraběcí kolegium
- 64  hrabství Sayn-Altenkirchen (král pruský)
- 64  hrabství Sayn-Hachenburg (Johann August, dědičný purkrabí z Kirchbergu, 1714–1799)
- 106  hrabství Tecklenburg (král pruský)
- 86  Horní hrabství Wied (kníže Wied-Runkel)
- 86  hrabství Wied-Neuwied (Dolní hrabství Wied) (Friedrich Karl, kníže Wied-Neuwied, 1741-1809) – zastával funkci evangelického spoludirektora kolegia
- 107  hrabství Schaumburg
  - lankrabě hesensko-kasselský
  - hrabě zu Lippe-Bückeburg (Georg Wilhelm, hrabě Schaumburg-Lippe, 1784–1860, pod poručnictvím matky) SH
- 93  vévodství Oldenburg a Delmenhorst (luteránský kníže-biskup lübecký)
- 92  hrabství Lippe (Friedrich Wilhelm Leopold I., kníže Lippe-Detmold, 1767–1802) SH
- 101  hrabství Steinfurt (Ludwig, hrabě Bentheim-Steinfurt 1756–1817) SH
- 94  hrabství Hoya (král Velké Británie)
- 96  hrabství Diepholz (Dtto.)
- 104  hrabství Spiegelberg (král Velké Británie)[38]
- 50  hrabství Virneburg[39] (hrabě Löwenstein-Wertheim-Virneburg, obě linie)
- 110  hrabství Rietberg[40] (Václav Antonín, kníže Kounic)
- 137  hrabství Pyrmont (Friedrich, kníže Waldeck-Pyrmont, 1743–1812) SH
- hrabství Olbrück a panství  Pirmont v kraji Eifel (Johann Maria Rudolf, hrabě Waldbott-Bassenheim, 1731–1805)
- 165  hrabství Gronsveld (August Josef Klemens, hrabě Toerring-Jettenbach, 1728-1802)
- 167  hrabství Reckheim (Johann Nepomuk Gobert, hrabě Aspremont-Lynden, 1732–1805)
- 168  panství Anholt (kníže Salm-Salm) – zastával funkci katolického spoludirektora kolegia
- 54  spojená hrabství Winneburg a  Beilstein[41] (Franz Georg Karl, hrabě Metternich, 1746–1818)
- 169  hrabství Holzappel (Karl Ludwig, kníže Anhalt-Bernburg-Schaumburg-Hoym, 1723-1806) SH
- 170  spojené hrabství Blankenheim a Geroldstein (hrabě Šternberk-Manderscheid)
- 171  hrabství Wittem (Maximilian Friedrich, hrabě Plettenberg-Wittem, 1771-1813) SH
- 107  panství Gehmen (Karl II., hrabě Limburg-Styrum-Illereichheim, 1722/23-1800) SH
- 172  panství Gimborn a Neustadt (Johann Ludwig, hrabě Wallmoden-Gimborn, 1736–1811)
- 173  panství Wykrath (Otto Wilhelm, hrabě Quadt, 1758–1829)
- 174  panství Mylendonck (Jan Bedřich Karel, hrabě Ostein, 1735–1809)
- 105  panství Reichenstein (Johann Franz Joseph, hrabě Nesselrode, 1755–1824)
- 175  hrabství Schleiden[42] (Louise Marguerite, vévodkyně z Arenbergu, 1730–1820) SH
- 176  spojené hrabství Kerpen a Lommersum (August Joseph, hrabě Schaesberg, 1730-1801)
- 186  panství Dyck (též zvané hrabství, Joseph Franz, starohrabě Salm-Reifferscheid-Dyck, 1773–1861) SH, roku 1792 slavnostně (znovu)uvedeno
- 177  panství Saffenburg (vévodkyně z Arenbergu)
- 178  hrabě Platen skrz  hrabství Hallermund (personalista,[43] Ernst Franz, 1739–1818)
- 51  říšské purkrabství Rheineck[44] (Prosper, hrabě Sinzendorf-Ernstbrunn, 1751–1822)
- hrabství Ligne/Fagnolles (Charles Joseph, kníže de Ligne, 1735–1814)
- panství Reifferscheid (Siegmund, starohrabě Salm-Reifferscheid-Bedbur, 1735–1798, pravidelně se neúčastnilo kvůli zpochybňování jeho suverenity ze strany kurfiřta kolínského) SH
- 100  hrabství Bentheim (Friedrich Karl Philip, hrabě Bentheim-Bentheim, 1725-1803, v zástavě Hannoversku, hlas neuplatňován ani jednou ze stran na základě zástavní smlouvy) SH
- panství Bretzenheim (Karl August, kníže Bretzenheim, 1768–1823, roku 1790 mu bylo přislíbeno členství, pro odpor většiny členů kolegia se však kníže přijetí nikdy nedočkal)[45]

### Kolegium říšských měst
Vyznačena města patřící ke katolickému táboru (Corpus catholicorum): K a k evangelickému táboru (Corpus evangelicorum): E.

#### Lavice rýnských měst
Mezi "porýnská" města patřila ve skutečnosti města ze všech částí říše mimo Švábsko.
- 52  Kolín K
- 53  Cáchy K
- 64  Lübeck E
- 47  Worms E
- 46  Špýr E
- 48  Frankfurt E
- 70  Goslar E
- 86  Brémy E
- 65  Hamburk E
- 68  Mühlhausen E
- 69  Nordhausen E
- 66  Dortmund E
- 49  Friedberg[46] E
- 51  Wetzlar E

#### Lavice švábských měst
I mezi "švábskými" městy se výjimečně vyskytovala města odjinud (Řezno, Norimberk).
- 1  Řezno E
- 14 Augsburg K/E
- 2  Norimberk E
- 13  Ulm E
- 19  Eßlingen E
- 20  Reutlingen E
- 11  Nördlingen E
- 3  Rothenburg ob der Tauber E
- 10  Schwäbisch Hall E
- 41  Rottweil K
- 24  Überlingen K
- 9  Heilbronn E
- 18  Schwäbisch Gmünd K
- 28  Memmingen E
- 33  Lindau E
- 12  Dinkelsbühl K/E
- 32  Biberach K/E
- 34  Ravensburg K/E
- 7  Schweinfurt E
- 29  Kempten E
- 6  Windsheim E
- 23  Kaufbeuren E
- 21  Weil K
- 25  Wangen K
- 26  Isny E
- 22  Pfullendorf K
- 57  Offenburg K
- 27  Leutkirch E
- 8  Wimpfen E
- 4  Weißenburg im Nordgau E
- 15  Giengen E
- 59  Gengenbach K
- 60  Zell am Harmersbach K
- 30  Buchhorn (dnes Friedrichshafen) E
- 17  Aalen E
- 87  Buchau K/E
- 16  Bopfingen E